# Anycteola
Anycteola é um gênero de traça pertencente à família Arctiidae.